# Lastavina
Lastavina (lastavičnjak, lastovina, krvnik, lat. Cynanchum) je biljni rod iz porodice zimzelenovki, dio je potporodice svileničevki, smješten u podtribus Cynanchinae.
Ovom rodu pripada preko 250 vrsta zeljastih povijuša i trajnica, a rasprostranjen je po svim kontinentima. U Hrvatskoj je poznata vrsta šiljasti lastavičnjak ili šiljastolistna lastavina (Cynanchum acutum)

## Vrste
1. Cynanchum absconditum Liede
2. Cynanchum abyssinicum Decne.
3. Cynanchum acidum (Roxb.) Oken
4. Cynanchum aculeatum (Desc.) Liede & Meve
5. Cynanchum acuminatum Humb. & Bonpl. ex Schult.
6. Cynanchum acutum L.
7. Cynanchum adalinae (K.Schum.) K.Schum.
8. Cynanchum africanum (L.) Hoffmanns.
9. Cynanchum alatum Wight & Arn.
10. Cynanchum alternilobum (M.G.Gilbert & P.T.Li) Liede & Khanum
11. Cynanchum altiscandens K.Schum.
12. Cynanchum ambovombense (Liede) Liede & Meve
13. Cynanchum ampanihense Jum. & H.Perrier
14. Cynanchum analamazaotrense Choux
15. Cynanchum anderssonii Morillo
16. Cynanchum andringitrense Choux
17. Cynanchum angavokeliense Choux
18. Cynanchum annularium (Roxb.) Liede & Khanum
19. Cynanchum ansamalense Liede
20. Cynanchum anthonyanum Hand.-Mazz.
21. Cynanchum antsiranense (Meve & Liede) Liede & Meve
22. Cynanchum appendiculatopsis Liede
23. Cynanchum appendiculatum Choux
24. Cynanchum arabicum (Bruyns & P.I.Forst.) Meve & Liede
25. Cynanchum arenarium Jum. & H.Perrier
26. Cynanchum areysianum (Bruyns) Meve & Liede
27. Cynanchum balense Liede
28. Cynanchum baronii Choux
29. Cynanchum batangense P.T.Li
30. Cynanchum beatricis Morillo
31. Cynanchum bernardii Morillo
32. Cynanchum bicampanulatum M.G.Gilbert & P.T.Li
33. Cynanchum bisinuatum Jum. & H.Perrier
34. Cynanchum blandum (Decne.) Sundell
35. Cynanchum blyttioides Liede
36. Cynanchum bojerianum (Decne.) Choux
37. Cynanchum bosseri Liede
38. Cynanchum boudieri H.Lév. & Vaniot
39. Cynanchum boveanum Decne.
40. Cynanchum bowmanii S.T.Blake
41. Cynanchum brasiliense (Morillo) Liede
42. Cynanchum brevicoronatum M.G.Gilbert & P.T.Li
43. Cynanchum brevipedicellatum (P.I.Forst.) Liede & Meve
44. Cynanchum bricenoi Morillo
45. Cynanchum bungei Decne.
46. Cynanchum callialatum Buch.-Ham. ex Wight
47. Cynanchum carautanum (Fontella & E.A.Schwarz) Morillo
48. Cynanchum caudigerum R.W.Holm
49. Cynanchum celebicum Schltr.
50. Cynanchum chanchanense Morillo
51. Cynanchum chinense R.Br.
52. Cynanchum chouxii Liede & Meve
53. Cynanchum comorense Choux
54. Cynanchum compactum Choux
55. Cynanchum corymbosum Wight
56. Cynanchum crassiantherae Liede
57. Cynanchum crassipedicellatum Meve & Liede
58. Cynanchum cristalinense Morillo
59. Cynanchum cuatrecasasii Morillo
60. Cynanchum cubense (A.Rich.) Woodson
61. Cynanchum cucullatum N.E.Br.
62. Cynanchum cyathiforme (Sundell) W.D.Stevens
63. Cynanchum dalhousiae Wight
64. Cynanchum daltonii (Decne.) Liede & Meve
65. Cynanchum danguyanum Choux
66. Cynanchum decaryi Choux
67. Cynanchum decipiens C.K.Schneid.
68. Cynanchum decorsei (Costantin & Gallaud) Liede & Meve
69. Cynanchum defilippii Delponte
70. Cynanchum descoingsii Rauh
71. Cynanchum diazmirandae Morillo
72. Cynanchum dimidiatum (Hassk.) Boerl.
73. Cynanchum dombeyanum (Decne.) Morillo
74. Cynanchum duclouxii M.G.Gilbert & P.T.Li
75. Cynanchum elachistemmoides (Liede & Meve) Liede & Meve
76. Cynanchum elegans (Benth.) Domin
77. Cynanchum ellipticum (Harv.) R.A.Dyer
78. Cynanchum erikseniae Morillo
79. Cynanchum erythranthum Jum. & H.Perrier
80. Cynanchum ethiopicum Liede & Khanum
81. Cynanchum eurychitoides (K.Schum.) K.Schum.
82. Cynanchum eurychiton (Decne.) K.Schum.
83. Cynanchum falcatum Hutch. & E.A.Bruce
84. Cynanchum fasciculiflorum Morillo
85. Cynanchum fernandezii Morillo
86. Cynanchum fimbricoronum P.T.Li
87. Cynanchum floribundum R.Br.
88. Cynanchum floriferum Liede & Meve
89. Cynanchum foetidum (Cav.) Kunth
90. Cynanchum folotsioides Liede & Meve
91. Cynanchum formosanum (Maxim.) Hemsl.
92. Cynanchum forskaolianum Meve & Liede
93. Cynanchum fragrans (Wall.) Liede & Khanum
94. Cynanchum gentryi (Morillo) Liede
95. Cynanchum gerrardii (Harv.) Liede
96. Cynanchum gilbertii Liede
97. Cynanchum giraldii Schltr.
98. Cynanchum glomeratum Bosser
99. Cynanchum gobicum Grubov
100. Cynanchum goertsianum Morillo
101. Cynanchum gonoloboides Schltr.
102. Cynanchum gracillimum Wall. ex Wight
103. Cynanchum graminiforme Liede
104. Cynanchum grandidieri Liede & Meve
105. Cynanchum graphistemmatoides Liede & Khanum
106. Cynanchum guatemalense Dugand
107. Cynanchum guehoi Bosser
108. Cynanchum hardyi Liede & Meve
109. Cynanchum hastifolium K.Schum.
110. Cynanchum haughtii Woodson
111. Cynanchum hemsleyanum (Oliv.) Liede & Khanum
112. Cynanchum heteromorphum Vatke
113. Cynanchum heydei Hook.f.
114. Cynanchum hickenii Malme
115. Cynanchum hoedimeerium Bakh.f.
116. Cynanchum hooperianum (Blume) Liede & Khanum
117. Cynanchum humbert-capuronii Liede & Meve
118. Cynanchum implicatum (Jum. & H.Perrier) Jum. & H.Perrier
119. Cynanchum insigne (N.E.Br.) Liede & Meve
120. Cynanchum insipidum (E.Mey.) Liede & Khanum
121. Cynanchum insulanum (Hance) Hemsl.
122. Cynanchum itremense Liede
123. Cynanchum jaliscanum (Vail) Woodson
124. Cynanchum jaramilloi Morillo
125. Cynanchum juliani-marnieri Desc.
126. Cynanchum jumellei Choux
127. Cynanchum junciforme (Decne.) Liede
128. Cynanchum kaschgaricum Y.X.Liou
129. Cynanchum kingdonwardii M.G.Gilbert & P.T.Li
130. Cynanchum kintungense Tsiang
131. Cynanchum kwangsiense Tsiang & H.D.Zhang
132. Cynanchum lanhsuense T.Yamaz.
133. Cynanchum lecomtei Choux
134. Cynanchum ledermannii Schltr.
135. Cynanchum leptolepis (Benth.) Domin
136. Cynanchum leptostephanum Diels
137. Cynanchum leucophellum Diels
138. Cynanchum lineare N.E.Br.
139. Cynanchum liukiuense Warb.
140. Cynanchum loheri Schltr.
141. Cynanchum longipedunculatum M.G.Gilbert & P.T.Li
142. Cynanchum longipes N.E.Br.
143. Cynanchum longirostrum (K.Schum.) W.D.Stevens
144. Cynanchum lopezpalaciosii Morillo
145. Cynanchum luteifluens (Jum. & H.Perrier) Desc.
146. Cynanchum lysimachioides Y.Tsiang & P.T.Li
147. Cynanchum maasii Morillo
148. Cynanchum macranthum Jum. & H.Perrier
149. Cynanchum macrolobum Jum. & H.Perrier
150. Cynanchum madagascariense K.Schum.
151. Cynanchum magale Buch.-Ham. ex Dillwyn
152. Cynanchum mahafalense Jum. & H.Perrier
153. Cynanchum mariense (Meve & Liede) Liede & Meve
154. Cynanchum mariquitense Mutis
155. Cynanchum marnierianum Rauh
156. Cynanchum masoalense Choux
157. Cynanchum maximoviczii Pobed.
158. Cynanchum megalanthum M.G.Gilbert & P.T.Li
159. Cynanchum membranaceum (Liede & Meve) Liede & Meve
160. Cynanchum menarandrense Jum. & H.Perrier
161. Cynanchum messeri (Buchenau) Puech
162. Cynanchum mevei Liede
163. Cynanchum meyeri (Decne.) Schltr.
164. Cynanchum microstemma (Turcz.) Morillo
165. Cynanchum minahassae Schltr.
166. Cynanchum montevidense Spreng.
167. Cynanchum moramangense Choux
168. Cynanchum moratii Liede
169. Cynanchum morilloi P.T.Li
170. Cynanchum mossambicense K.Schum.
171. Cynanchum muricatum (Blume) Boerl.
172. Cynanchum napiferum Choux
173. Cynanchum natalitium Schltr.
174. Cynanchum nematostemma Liede
175. Cynanchum nielsenii Morillo
176. Cynanchum obovatum (Decne.) Choux
177. Cynanchum obtusifolium L.f.
178. Cynanchum officinale (Hemsl.) Tsiang & H.D.Zhang
179. Cynanchum orangeanum (Schltr.) N.E.Br.
180. Cynanchum oresbium (Bruyns) Goyder
181. Cynanchum otophyllum C.K.Schneid.
182. Cynanchum ovalifolium Wight
183. Cynanchum pachycladon Choux
184. Cynanchum pamirense Tsiang & H.D.Zhang
185. Cynanchum papillatum Choux
186. Cynanchum paramorum Morillo
187. Cynanchum pearsonianum Liede & Meve
188. Cynanchum pedunculatum R.Br.
189. Cynanchum peraffine Woodson
190. Cynanchum perrieri Choux
191. Cynanchum petignatii Liede & Rauh
192. Cynanchum phillipsonianum Liede & Meve
193. Cynanchum physocarpum Schltr.
194. Cynanchum pichi-sermollianum (Raimondo & Fici) Liede & Khanum
195. Cynanchum pietrangelii Morillo
196. Cynanchum polyanthum K.Schum.
197. Cynanchum praecox Schltr. ex S.Moore
198. Cynanchum prevostii Morillo
199. Cynanchum puberulum F.Muell. ex Benth.
200. Cynanchum pulchellum (Wall.) Liede & Khanum
201. Cynanchum purpureiflorum Morillo
202. Cynanchum purpureum (Pall.) K.Schum.
203. Cynanchum pusilum Grubov
204. Cynanchum pycnoneuroides Choux
205. Cynanchum racemosum (Jacq.) Jacq.
206. Cynanchum radians (Forssk.) Lam.
207. Cynanchum radiatum Jum. & H.Perrier
208. Cynanchum rauhianum Desc.
209. Cynanchum rensonii (Pittier) Woodson
210. Cynanchum repandum (Decne.) K.Schum.
211. Cynanchum resiliens (B.R.Adams & R.W.K.Holland) Goyder
212. Cynanchum revoilii (Franch.) Khanum & Liede
213. Cynanchum riometense Sundell
214. Cynanchum rioparanense Sundell
215. Cynanchum rossii Rauh
216. Cynanchum rostellatum (Turcz.) Liede & Khanum
217. Cynanchum roulinioides (E.Fourn.) Rapini
218. Cynanchum rubricoronae Liede
219. Cynanchum rungweense Bullock
220. Cynanchum sahyadricum (Ansari & Hemadri) Liede & Khanum
221. Cynanchum sarcomedium Meve & Liede
222. Cynanchum schistoglossum Schltr.
223. Cynanchum scopulosum Bosser
224. Cynanchum sessiliflorum (Decne.) Liede
225. Cynanchum sigridiae Meve & M.Teissier
226. Cynanchum sinoracemosum M.G.Gilbert & P.T.Li
227. Cynanchum socotranum (Lavranos) Meve & Liede
228. Cynanchum somaliense (N.E.Br.) N.E.Br.
229. Cynanchum staubii Bosser
230. Cynanchum stenospira K.Schum.
231. Cynanchum stoloniferum (B.R.Adams & R.W.K.Holland) Goyder
232. Cynanchum subpaniculatum Woodson
233. Cynanchum subtilis Liede
234. Cynanchum suluense Schltr.
235. Cynanchum sumbawanum Warb.
236. Cynanchum surrubriflorum W.D.Stevens
237. Cynanchum szechuanense Tsiang & H.D.Zhang
238. Cynanchum tamense Morillo
239. Cynanchum thruppii (Oliv.) Khanum & Liede
240. Cynanchum toliari Liede & Meve
241. Cynanchum trollii Liede & Meve
242. Cynanchum tsaratananense Choux
243. Cynanchum tuberculatum (Blume) Boerl.
244. Cynanchum tunicatum (Retz.) Alston
245. Cynanchum umtalense Liede
246. Cynanchum unguiculatum (Britton) Markgr.
247. Cynanchum vanlessenii (Lavranos) Goyder
248. Cynanchum verrucosum (Desc.) Liede & Meve
249. Cynanchum viminale (L.) L.
250. Cynanchum violator R.W.Holm
251. Cynanchum virens (E.Mey.) D.Dietr.
252. Cynanchum wallichii Wight
253. Cynanchum warburgii Schltr.
254. Cynanchum wilfordii (Maxim.) Hook.f.
255. Cynanchum zeyheri Schltr.